# Brookfield (Vermont)
Brookfield – miasto w Stanach Zjednoczonych, w stanie Vermont, w hrabstwie Orange.